# شان داندی
شان داندی (انگلیسی: Sean Dundee؛ زادهٔ ۷ دسامبر ۱۹۷۲) بازیکن فوتبال سابق اهل آلمان است که در پست مهاجم بازی می‌کرد.
از باشگاه‌هایی که در آن بازی کرده‌است می‌توان به باشگاه فوتبال لیورپول، باشگاه فوتبال آستریا وین، باشگاه فوتبال اشتوتگارت، باشگاه فوتبال کیکرز اوفنباخ، باشگاه فوتبال کارلسروهه، و باشگاه فوتبال کارلسروهه، اشاره کرد.
وی همچنین در تیم ملی فوتبال B آلمان بازی کرده‌است.